# سوئد نو
سوئد نو (به سوئدی: Nya Sverige)، (به فنلاندی: Uusi-Ruotsi) مستعمره‌ای متعلق به سوئد در آمریکای شمالی از سال ۱۶۳۸ تا ۱۶۵۵ بود که شهر فعلی فیلادلفیا را احاطه کرده بود. ایالت‌های دلاوِر، و پنسیلوانیا کنونی آمریکا از این مستعمره سابق سوئد سرچشمه گرفته‌اند.
سوئد نو در طی جنگ سی ساله‌ای که سوئد قدرت نظامی بود، در امتداد پایین‌دست رود دلاور در کرانه ایالت‌های ساحلی اقیانوس اطلس آمریکا ایجاد شد.
تشکیل سوئد نو بخشی از تلاش سوئد برای مستعره‌سازی در آمریکای شمالی و جنوبی بود. در این راستا، سکونتگاه‌هایی در دو طرف دره رودخانه دلاور در نواحی دلاوِر، نیوجرسی، مریلند، و پنسیلوانیا به‌ویژه در مناطقی که سوئدی‌ها از ۱۶۱۰ در آنجا به تجارت می‌پرداختند ساخته شدند. قلعه کریستینا در ویلمینگتون، دلاور نخستین سکونتگاه ساخته شده بود که به افتخار پادشاه سوئد در آن زمان نام‌گذاری شده بود. ساکنان معمولاً سوئدی، فنلاندی، و گروهی هلندی بودند. سوئد نو در سال ۱۶۵۵ به دست جمهوری هلند در طی دومین جنگ شمالی فتح و به مستعمره تازه‌تأسیس هلند نو الحاق شد.

## پیشینه
در اواسط قرن هفدهم، سوئد با قلمروهایی در روسیه، فنلاند، آلمان، استونی و لتونی امروزی به یک ابرقدرت اروپایی تبدیل شد. به منظور دور زدن انحصارات تجاری انگلیس و فرانسه در آمریکای شمالی، یک شرکت تجاری در سال ۱۶۳۷ تأسیس شد که متعلق به سهامداران سوئدی، آلمانی و هلندی بود. دو کشتی اول حامل مهاجران در سال ۱۶۳۷ از گوتنبرگ حرکت کردند و در مارس ۱۶۳۸ به خلیج دلاور رسیدند. مالکیت این خلیج مورد ادعای «هلند نو» بود. سوئدی‌ها و فنلاندی‌ها در جایی که شهر ویلمینگتون امروزی در آن قرار دارد، قلعه کریستینا را به نام ملکه کریستینای سوئد ساختند.
برای جلوگیری از درگیری زمینی با هلندی‌ها، مهاجران در غرب رودخانه دلاور ماندند. در آنجا بود که پیتر مینایت، اولین فرماندار مستعمره، اراضی این نواحی را از سرخپوستان محلی خریداری کرد. مناطق خریداری‌شده در سه ایالت کنونی مریلند، دلاور و جنوب شرق پنسیلوانیا بودند. در طول دوازده سال بعد، ششصد سوئدی و فنلاندی دیگر وارد سوئد نو شدند. این مستعمره عمدتاً از مزارع در امتداد دلاور تا سال ۱۶۴۳ تشکیل شده بود. در سال ۱۶۵۴، سوئدی‌ها تلاش کردند تا مستعمره هلند را با اشغال فورت کازیمیر تصرف کنند، اما فرماندار پیتر استایفه‌سانت در سال ۱۶۵۵ تلافی کرد و دو قلعه سوئدی را تصرف کرد و سوئد جدید را به مستعمره هلند ضمیمه کرد.
سوئدی‌ها تا حدودی خودمختاری را در غرب دلاور حفظ کردند تا اینکه هلند نو در اکتبر ۱۶۶۴ از انگلیسی‌ها شکست خورد و مستعمره آن‌ها از میان رفت. در سال ۱۶۸۲، ویلیام پن این منطقه را به‌طور رسمی به ایالت پنسیلوانیا، که در سال ۱۶۸۱ تأسیس شده بود، ضمیمه کرد.